# Bornwaldhäuser
Die Bornwaldhäuser sind eine wüstgefallene Ansiedlung aus dem 19. Jahrhundert im gleichnamigen Bornwald südöstlich des Zschopauer Ortsteils Krumhermersdorf im Erzgebirge.

## Lage

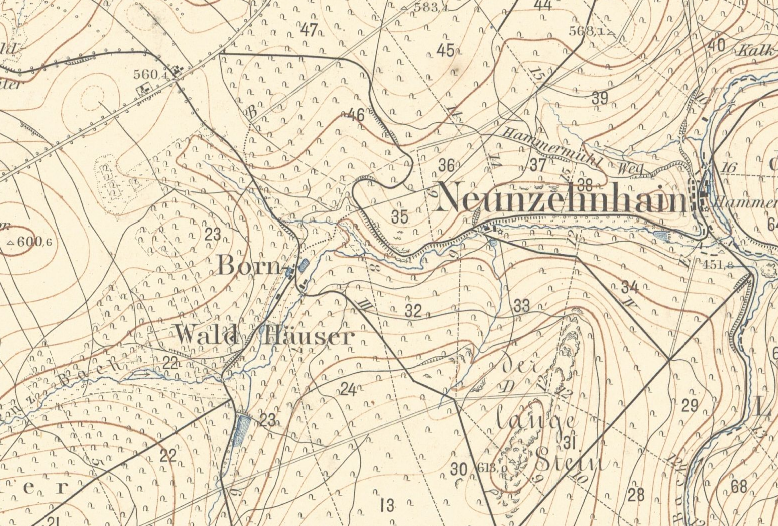
Lage der Bornwaldhäuser auf einer topografischen Karte von 1912

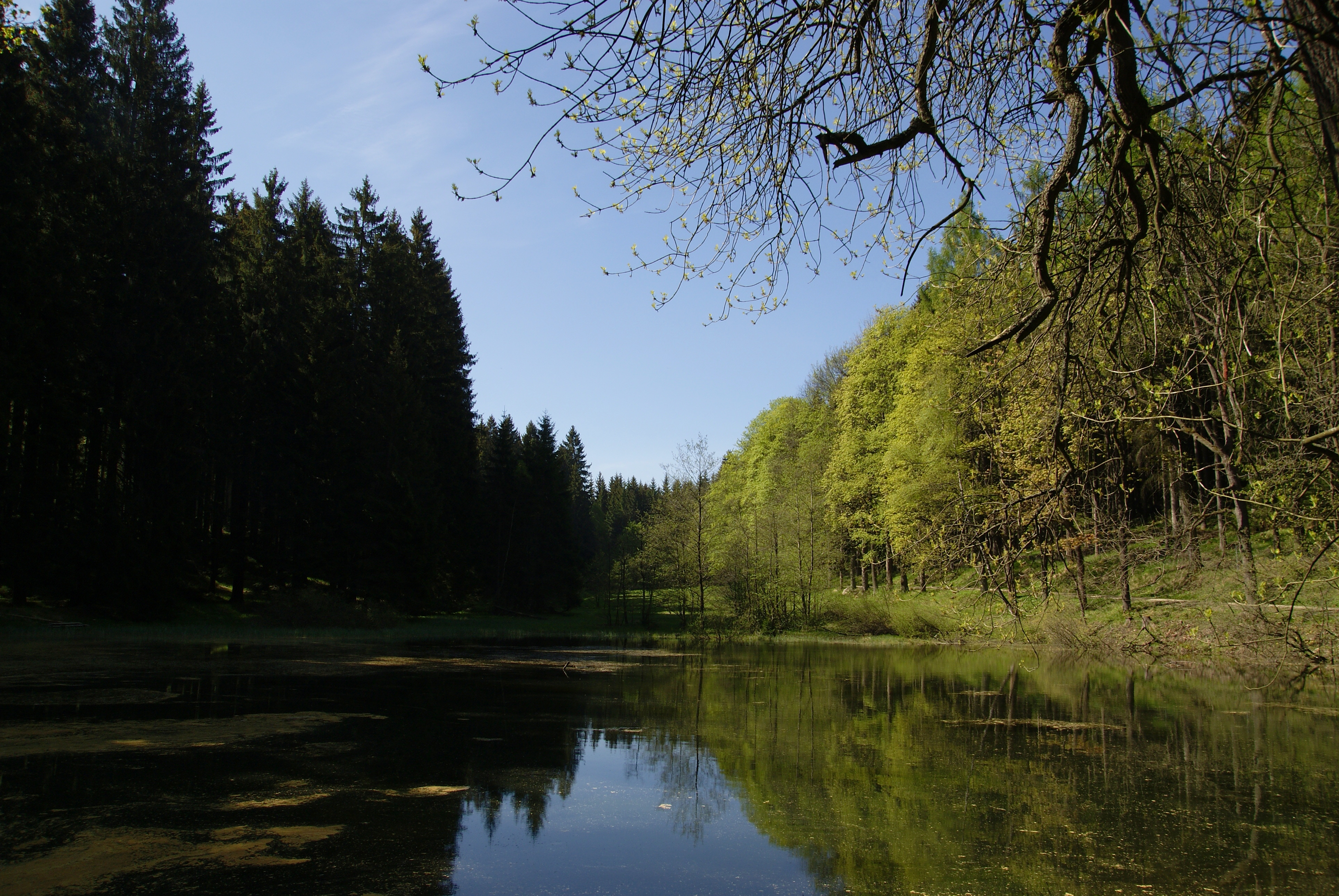
Der Schwarze Teich

Das Areal befindet sich etwa 2 Kilometer südöstlich von Krumhermersdorf an einem dem Lautenbach zufließenden Bach.
Man erreicht es am günstigsten über die nördlich verlaufende Staatsstraße 227 Börnichen–Bundesstraße 174 und von dort weiter zu Fuß über Waldwege.

## Geschichte
Um 1800 stellte ein gewisser Kurt Gessler den Antrag, im Bornwald in der Nähe von Richters Mühle eine mit Wasserkraft betriebene Spinnerei zu errichten. Um 1820 wurde schließlich mit dem Bau begonnen.
Zu dieser Zeit wurde der Schwarze Teich in seiner heutigen Größe angelegt. Zudem wurde von dort beginnend in relativ breiter Kanal bis zur Richters Mühle (auch Bornwaldmühle), dem Standort der Spinnerei, angelegt.
1830 brannte die Spinnerei (auch Winklermühle) gänzlich nieder, wie der damalige Krumhermersdorfer Pfarrer Höfel in einer Chronik vermerkt. Das Gebäude wurde später wieder aufgebaut und es entstanden einige Häuser in unmittelbarer Nähe. 1831 verfügte Fritsches Baumwollspinnerei über 2778 Spindeln. Am 28. Oktober 1854 brannte die Anlage erneut nieder und blieb als Ruine wüst liegen.
Die gesamte Ansiedlung bestand bis nach dem Bau der Talsperren Neunzehnhain I im Jahre 1907 sowie Neunzehnhain II 1914. In der Folge des Talsperrenbaus wurde der Bornwald Trinkwasserschutzgebiet. Daraufhin wurden bis auf die heute noch existierende Forstscheune und die Ruine der Spinnerei alle Häuser gänzlich abgetragen.